# Mamunul Haque
 (décembre 2020).
Pour les articles homonymes, voir Haque.
Allama Mamunul Haque (bengali : মামুনুল হক) (né en novembre 1973) est un universitaire bangladais deobandi islamique, professeur, homme politique, économiste, académicien, écrivain, rédacteur en chef, conférencier islamique international et réformateur social. Il est le co-secrétaire du Hefazat-e-Islam Bangladesh, le secrétaire général du Bangladesh Khelafat Majlish, le Shaikhul Hadith de Jamia Rahmania Arabia Dhaka, le fondateur de Babri Mosque Bangladesh, le rédacteur en chef du Monthly Rahmani Paigam, le président du Bangladesh Khelafat Youth Majlish et Khatib à Mosquée Baitul Mamur Jame. Il était professeur d'économie à l'Université asiatique du Bangladesh . Il est également une figure de proue de plusieurs organisations, dont Rabetatul Waizin Bangladesh, une organisation de locuteurs de l'islam au Bangladesh. Il a des compétences dans cinq langues dont le bengali, l'anglais et l'arabe.
Il est connu dans tout le pays comme un leader islamique. Il était particulièrement populaire auprès des discours durs contre les athées, les laïcs, les anti-islamistes et a été arrêté pour avoir dirigé le mouvement à cet égard. 65 organisations, dont la Bangladesh Awami League, la Chhatra League, la Jubo League, ont lancé un mouvement massif à travers le pays pour exiger son interdiction, son arrestation et sa punition exemplaire pour avoir fait la promotion du fondamentalisme islamique,,.